# Dog Eat Dog (livro)
Dog Eat Dog é um livro lançado em 1996 do escritor estadunidense Edward Bunker.

## Enredo
Conta a história de um grupo de três colegas criminosos (Troy, Diesel e Mad Dog McCain), os quais decidem, após saírem de San Quentin, aplicar golpes e ações contra outros criminosos, cafetões, bookmakers, pequenos gângsteres e traficantes de drogas. Desta forma não há como os lesados recorrerem a polícia. Os crimes vão acontecendo e os três vão ganhando algum dinheiro e vivendo bem, porém começam as discussões e as ações mal sucedidas.